# Groupe A du Championnat d'Europe masculin de handball 2016
Cet article détaille les matchs du Groupe A du tour préliminaire du Championnat d'Europe 2016 de handball organisé en Pologne du 15 janvier au 31 janvier 2016. 
Les trois premières équipes, à savoir la Pologne, la France et la Macédoine se sont qualifiées pour le tour principal.

## Classement final
|   | Équipe     | Pts | J | G | N | P | Bp | Bc | Diff | Dép |
| - | ---------- | --- | - | - | - | - | -- | -- | ---- | --- |
| 1 | Pologne    | 6   | 3 | 3 | 0 | 0 | 84 | 76 | 8    | 0   |
| 2 | France (T) | 4   | 3 | 2 | 0 | 1 | 91 | 80 | 11   | 0   |
| 3 | Macédoine  | 1   | 3 | 0 | 1 | 2 | 73 | 81 | -8   | 0*  |
| 4 | Serbie     | 1   | 3 | 0 | 1 | 2 | 81 | 92 | -11  | 0*  |

| 15.01.2016 - 18h00 | France    | 30 | 23 | Macédoine |
| 15.01.2016 - 20h30 | Pologne   | 29 | 28 | Serbie    |
| 17.01.2016 - 18h15 | Serbie    | 26 | 36 | France    |
| 17.01.2016 - 20h30 | Macédoine | 23 | 24 | Pologne   |
| 19.01.2016 - 18h15 | Macédoine | 27 | 27 | Serbie    |
| 19.01.2016 - 20h30 | France    | 25 | 31 | Pologne   |

## Détail des matchs
| 21 janvier 2016 18h15 | France             | 34–23   | Biélorussie           | Tauron Arena, Cracovie Affluence : 6 900 Arbitrage : Johansson, Kliko |
| 21 janvier 2016 18h15 | Nikola Karabatic 9 | (20–5)  | Aliaksei Khadkevich 9 | Tauron Arena, Cracovie Affluence : 6 900 Arbitrage : Johansson, Kliko |
| 21 janvier 2016 18h15 | ×3                 | Rapport | ×3 ×2                 | Tauron Arena, Cracovie Affluence : 6 900 Arbitrage : Johansson, Kliko |

| 15 janvier 2016 20h30 | Pologne   | 29-28   | Serbie              | Tauron Arena, Cracovie Affluence : 14 100 Arbitrage : Stark, Ştefan |
| 15 janvier 2016 20h30 | Jurecki 7 | (14-15) | Nenadić, Nikčević 7 | Tauron Arena, Cracovie Affluence : 14 100 Arbitrage : Stark, Ştefan |
| 15 janvier 2016 20h30 | ×4 ×3     | Rapport | ×4 ×6 ×1            | Tauron Arena, Cracovie Affluence : 14 100 Arbitrage : Stark, Ştefan |

| 17 janvier 2016 18h15 | Serbie  | 26-36   | France   | Tauron Arena, Cracovie Affluence : 10 900 Arbitrage : Johansson, Kliko |
| 17 janvier 2016 18h15 | Šešum 7 | (16-19) | Nyokas 8 | Tauron Arena, Cracovie Affluence : 10 900 Arbitrage : Johansson, Kliko |
| 17 janvier 2016 18h15 | ×3 ×7   | Rapport | ×2       | Tauron Arena, Cracovie Affluence : 10 900 Arbitrage : Johansson, Kliko |

| 17 janvier 2016 20h30 | Macédoine    | 23-24   | Pologne   | Tauron Arena, Cracovie Affluence : 14 200 Arbitrage : Geipel, Helbig |
| 17 janvier 2016 20h30 | K. Lazarov 8 | (13-11) | Syprzak 6 | Tauron Arena, Cracovie Affluence : 14 200 Arbitrage : Geipel, Helbig |
| 17 janvier 2016 20h30 | ×4           | Rapport | ×1 ×5 ×1  | Tauron Arena, Cracovie Affluence : 14 200 Arbitrage : Geipel, Helbig |

| 19 janvier 2016 18h15 | Macédoine   | 27-27   | Serbie           | Tauron Arena, Cracovie Affluence : 11 000 Arbitrage : Horáček, Novotný |
| 19 janvier 2016 18h15 | Manaskov 10 | (13-13) | Nenadić, Šešum 7 | Tauron Arena, Cracovie Affluence : 11 000 Arbitrage : Horáček, Novotný |
| 19 janvier 2016 18h15 | ×4 ×1       | Rapport | ×3 ×6            | Tauron Arena, Cracovie Affluence : 11 000 Arbitrage : Horáček, Novotný |

| 19 janvier 2016 20h30 | France        | 25–31   | Pologne    | Tauron Arena, Cracovie Affluence : 14 854 Arbitrage : López, Ramírez |
| 19 janvier 2016 20h30 | Abalo, Mahé 5 | (12–15) | Bielecki 9 | Tauron Arena, Cracovie Affluence : 14 854 Arbitrage : López, Ramírez |
| 19 janvier 2016 20h30 | ×2 ×3         | Rapport | ×4 ×6      | Tauron Arena, Cracovie Affluence : 14 854 Arbitrage : López, Ramírez |